# Pflasterbach
Der Pflasterbach ist ein linker Nebenfluss der Donau in Oberösterreich.

## Verlauf
Der Plasterbach entspringt südöstlich des Pöstlingbergs oberhalb des Mitterbergerwegs in Linz. Er fließt in südöstlicher Richtung und mündet bei der Kreuzung Wischerstraße/Aubergstraße in die Kanalisation. Bis zur Regulierung im Zuge der Verbauung des Aubergs floss der Pflasterbach entlang der heutigen Wischerstraße und Gstöttnerhofstraße und mündete beim Urfahranermarktgelände in die Donau. Namensgebend ist die Konskriptionsortschaft Pflaster.